# 대척점

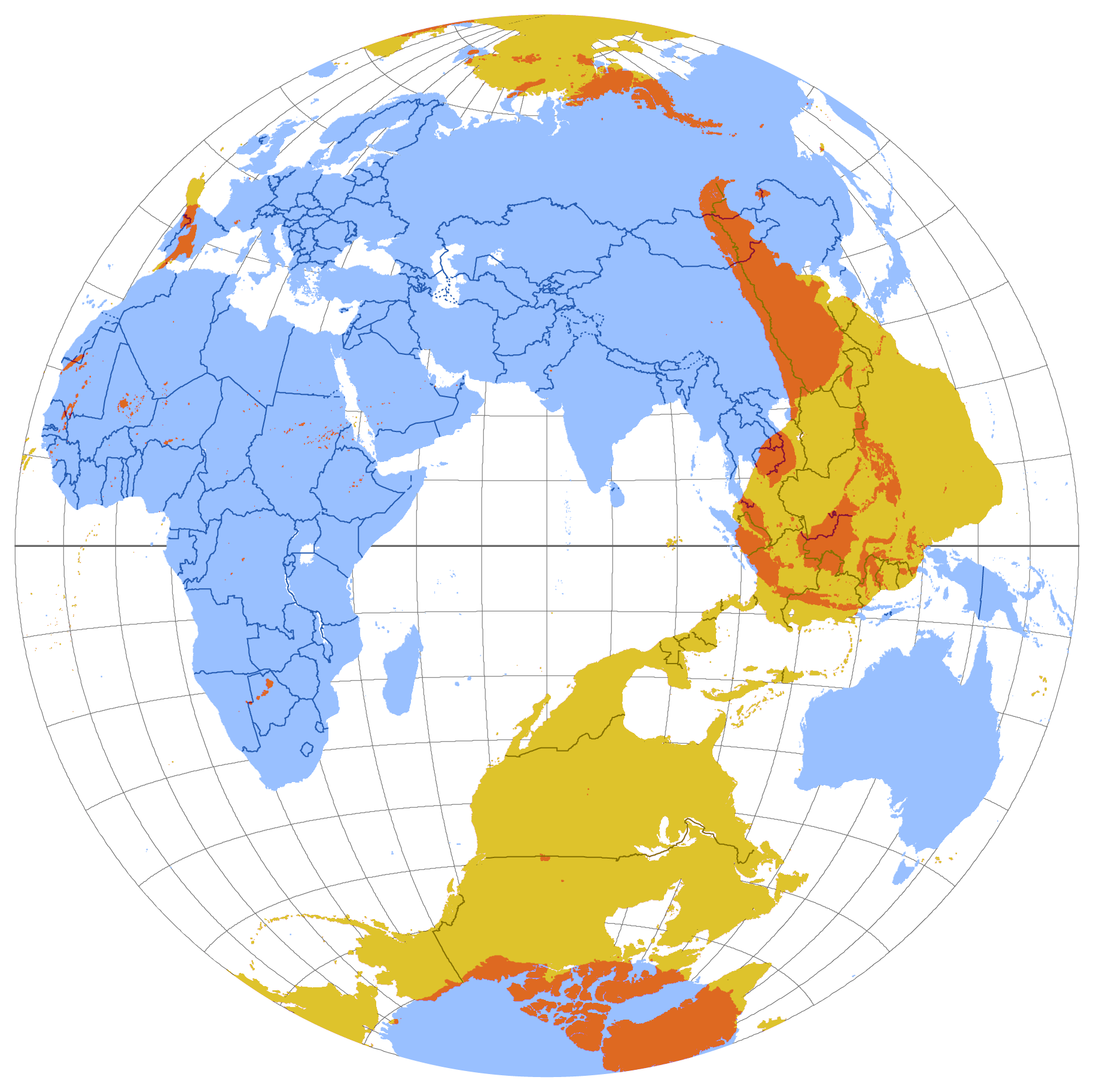
투영된 지도에서 푸른색과 붉은색이 겹치는 부분이 대척점에 해당한다.

대척점(對蹠點)이란 지구 표면의 어느 한 지점의 180도 반대방향에 있는 지점을 가리킨다. 대척지라고도 하며, 통상 지구의 정반대쪽이다. 대척점 관계에 있는 두 지역은 서로 계절, 시간대, 낮과 밤등의 모든 점에서 반대된다. 대척점은 북반구/남반구가 반대이고 같은 위도값을 가지며, 경도는 동경/서경이 반대이고 180도-경도가 된다.
그렇게 대척점을 구해보면 서울특별시의 좌표는 북위  37° 34′ 00″, 동경 126° 58′ 41″인데 대척점의 좌표는 남위 37°34′00″ 서경 43°01′19″에 해당한다. 구글 지도를 통해 그 위치를 살펴보면 남아메리카 우루과이의 수도 몬테비데오 동남쪽 해상 1,215km 지점 혹은 우루과이 동쪽 끝에서 동남쪽 해상으로 1,028km 지점이다. 부산광역시(북위 35°10′46″, 동경 129°04′32″)의 대척점은(남위 35°10′46″ 서경 50°55′28″) 우루과이 몬테비데오 동쪽 478km 해상에 해당한다. 제주특별자치도 제주시(북위 33°30', 동경 126°19')의 대척점은(남위 33°30', 서경 53° 41') 우루과이 로차 주 국경지대로 미림호 서쪽에 위치해 있다. 대체로 한반도 대부분은 우루과이 앞바다 쪽에 대척점이 형성되고 전라남도 신안군, 진도군과 제주특별자치도만 육지에 형성되는데 그 위치는 브라질과 우루과이의 국경지대에 해당한다.

## 대척점 효과
대척점에 있는 두 지점 사이의 통로는 무수히 많이 있으므로 수신점에는 모든 방향에서의 전파가 도달하게 되어 거리가 먼 데에도 불구하고 수신 전계강도가 큰데 이를 대척점 효과라고 한다.

## 같이 보기
- 지구 구형설
- 앤티퍼디스 제도